# Antoinette Sibley
Dame Antoinette Sibley (* 27. Februar 1939 in London-Bromley, England) ist eine ehemalige britische Balletttänzerin. Sie ist besonders für ihre Arbeit am Royal Ballett bekannt, welches sie im 20. Jahrhundert prägte. Nachdem sie ihre aktive Tanzkarriere beendet hatte, engagierte sie sich weiterhin für die Förderung des Balletts. Sie wurde 1996 mit dem britischen Ritterorden Dame Commander of the British Empire geehrt. Von 1991 bis 2012 war sie Präsidentin der Royal Academy of Dance.

## Jugend und Ausbildung
Antoinette Sibley wurde am 27. Februar 1939 in Bromley, einem Stadtbezirk von London, als Tochter von Winifred Sibley (geb. Smith) und ihrem Mann Edward G. Sibley geboren. Bis 1949 besuchte sie die Arts Educational Schools und absolvierte ihre Ballettausbildung an der Royal Ballet School, damals noch bekannt als Sandler's Wells Ballet School. Sie war die erste englische Tänzerin, die sowohl die White Lodge als auch die Upper School der Royal Ballet School durchlief.
Ihr Bühnendebüt gab Sibley im Januar 1956 als Schwan in Schwanensee, während sie noch die Schule besuchte. Im Juli desselben Jahres trat sie dem Royal Ballet in London bei. Zu Beginn ihrer Karriere spielte Sibley kleinere Rollen wie die des Rotkäppchens in Dornröschen oder eine Freundin von Swanhilda in Coppélia. Am 21. März 1959 wurde sie von Ninette de Valois zur Solistin ernannt und erhielt ihre erste größere Rolle in einer Matinee des Royal Opera House. Dort verkörperte sie die Rolle der Swanhilda in Coppélia.

## Karriere
Am 24. Oktober 1959, im Alter von nur 20 Jahren, stieg Sibley zur ersten Solistin auf und tanzte die Hauptrolle in Schwanensee an der Seite von Michael Somes. Dies markierte ihren Durchbruch und es folgten Touren durch die USA und die damalige Sowjetunion. In den 1960er Jahren erhielt Sibley weitere große Rollen, die ihre Karriere prägten. 1961 trat sie in dem von Alfred Rodrigues choreographiertem Stück Jabez and the Devil auf. Im Dezember desselben Jahres verkörperte Sibley die Rolle der Aurora in Dornröschen an der Seite von John Gilpin.
Am 2. April 1964 schlüpfte Sibley in die Rolle der Titania in The Dream von Frederick Ashton. Dieses Stück adaptierte Ashton von Shakespeares bekanntem Werk Ein Sommernachtstraum. Oberon wurde in dieser Version von Anthony Dowell verkörpert. Sibley und Dowell galten als eine der legendärsten Tänzerpartnerschaften des 20. Jahrhunderts und wurden international gefeiert. Über das Duo sagt Sibley „wenn wir tanzen, Anthony und ich, fühlen wir zusammen etwas ganz besonderes“. Sibley trat in einer Vielzahl weiterer Ballette von Ashton auf, so auch in Symphonic Variations, Daphins and Chloe, Dances at a Gathering und L’Après-midi d’un faune.
Während ihrer Zeit am Royal Ballett wurde Sibley außerdem bekannt durch ihre Auftritte in Kenneth MacMillans Fassung von Romeo und Julia, sowie der Hauptrollen in Schwanensee, Giselle und Dornröschen. Sibley tanzte unter der Leitung von MacMillan in zahlreichen weiteren Stücken. Zu diesen gehörten Monotones (1966), Enigma Variations (1968), Jazz Calendar (1968), Anastasia (1971) und Triad (1972). Außerdem erhielt Sibley Rollen in L’invitation au voyage, Varii Capricci, Thais-Pas de deux und Fleeting Figures.
Auch in Deutschland hatte Sibley Ballettauftritte. 1972 tanzte Sibley unter der Direktion von John Cranko im Rahmen eines Gala-Abends in der Bayerischen Staatsoper in München. Einige Jahre später kam Sibley abermals nach München und tanzte dort in Schwanensee an der Seite von Anthony Dorwell. Im Laufe ihrer Karriere erhielt Sibley viele große Ballerinenrollen und prägte somit die Welt des Balletts. Ihre Technik wird als „scheinbar mühelos“ und „ausdrucksstark“ beschrieben und von vielen bewundert.
1979 verkündete Sibley, nach der Geburt ihres ersten Kindes in den Ruhestand zu treten. Zwei Jahre darauf, 1981, kehrte sie jedoch wieder zurück und wirkte noch weitere acht Jahre als Gasttänzerin am Ballett mit. Nach monatelanger Verletzungszeit entschied Sibley 1989, sich nun endgültig vom aktiven Tanzen zurückzuziehen. 1991 wurde Sibley als Nachfolgerin von Margot Fonteyn Präsidentin der Royal Academy of Dance und Gasttrainerin beim Royal Ballett. Außerdem wurde sie im Jahr 2000 Gouverneurin des Royal Ballet Board.

## Auszeichnungen
Sibley wurde 1996 in den persönlichen Adelsstand erhoben, indem ihr der Titel Dame Commander of the British Empire verliehen wurde.
Am 8. November 2016 wurde zu Ehren von Sibley ein Ballett Studio der Francis Holland School Sloane Square nach ihr benannt. Neben Sibley waren außerdem Sir Peter Wright und Clement Crisp sowie zahlreiche Ballettschüler anwesend. Die Schüler führten eine Version von Shakespeares Ein Sommernachtstraum auf. Emma Cantone verkörperte die Rolle der Titania und trug ein Kostüm in dem bereits Sibley getanzt hatte.

## Privatleben
Sibley war von 1964 bis 1973 mit Michael Somes verheiratet, welcher ebenfalls Tänzer war. Nach der Scheidung heiratete sie 1974 Richard Panton Corbett, mit dem sie einen gemeinsamen Sohn und eine Tochter hat. Corbett verstarb am 17. Mai 2021 im Alter von 83 Jahren.